# Canton du Nord-Médoc
Le canton du Nord-Médoc est une circonscription électorale française du département de la Gironde.

## Histoire
Un nouveau découpage territorial de la Gironde entre en vigueur à l'occasion des premières élections départementales suivant le décret du 20 février 2014. Les conseillers départementaux sont, à compter de ces élections, élus au scrutin majoritaire binominal mixte. Les électeurs de chaque canton élisent au Conseil départemental, nouvelle appellation du Conseil général, deux membres de sexe différent, qui se présentent en binôme de candidats. Les conseillers départementaux sont élus pour 6 ans au scrutin binominal majoritaire à deux tours, l'accès au second tour nécessitant 12,5 % des inscrits au 1er tour. En outre la totalité des conseillers départementaux est renouvelée. Ce nouveau mode de scrutin nécessite un redécoupage des cantons dont le nombre est divisé par deux avec arrondi à l'unité impaire supérieure si ce nombre n'est pas entier impair, assorti de conditions de seuils minimaux. Dans la Gironde, le nombre de cantons passe ainsi de 63 à 33.
Le canton du Nord-Médoc est formé de communes des anciens cantons de Lesparre-Médoc (15 communes), de Pauillac (7 communes) et de Saint-Vivien-de-Médoc (7 communes). Il est entièrement inclus dans l'arrondissement de Lesparre-Médoc. Le bureau centralisateur est situé à Lesparre-Médoc.
Le canton du Nord-Médoc comprenait trente-trois communes entières à sa création. À la suite de la fusion des communes de Blaignan et Prignac-en-Médoc, le 1er janvier 2019, pour former la commune nouvelle de Blaignan-Prignac, le canton comprend 28 communes. Ce changement est acté par un arrêté du 7 novembre 2019.

## Composition
Le canton du Nord-Médoc comprend les vingt-huit communes suivantes :
| Nom                                    | Code Insee | Intercommunalité            | Superficie (km2) | Population (dernière pop. légale) | Densité (hab./km2) | Modifier                                    |
| -------------------------------------- | ---------- | --------------------------- | ---------------- | --------------------------------- | ------------------ | ------------------------------------------- |
| Lesparre-Médoc (bureau centralisateur) | 33240      | CC Médoc Cœur de Presqu'île | 36,97            | 5 862 (2022)                      | 159                | modifier les données · modifier les données |
| Bégadan                                | 33038      | CC Médoc Cœur de Presqu'île | 22,15            | 897 (2022)                        | 40                 | modifier les données · modifier les données |
| Blaignan-Prignac                       | 33055      | CC Médoc Cœur de Presqu'île | 14,27            | 449 (2022)                        | 31                 | modifier les données · modifier les données |
| Cissac-Médoc                           | 33125      | CC Médoc Cœur de Presqu'île | 23,62            | 2 310 (2022)                      | 98                 | modifier les données · modifier les données |
| Civrac-en-Médoc                        | 33128      | CC Médoc Cœur de Presqu'île | 18,35            | 636 (2022)                        | 35                 | modifier les données · modifier les données |
| Couquèques                             | 33134      | CC Médoc Cœur de Presqu'île | 6,33             | 268 (2022)                        | 42                 | modifier les données · modifier les données |
| Gaillan-en-Médoc                       | 33177      | CC Médoc Cœur de Presqu'île | 42,02            | 2 376 (2022)                      | 57                 | modifier les données · modifier les données |
| Grayan-et-l'Hôpital                    | 33193      | CC Médoc Atlantique         | 45,40            | 1 545 (2022)                      | 34                 | modifier les données · modifier les données |
| Jau-Dignac-et-Loirac                   | 33208      | CC Médoc Atlantique         | 41,23            | 982 (2022)                        | 24                 | modifier les données · modifier les données |
| Naujac-sur-Mer                         | 33300      | CC Médoc Atlantique         | 98,55            | 1 102 (2022)                      | 11                 | modifier les données · modifier les données |
| Ordonnac                               | 33309      | CC Médoc Cœur de Presqu'île | 10,21            | 487 (2022)                        | 48                 | modifier les données · modifier les données |
| Pauillac                               | 33314      | CC Médoc Cœur de Presqu'île | 22,74            | 5 165 (2022)                      | 227                | modifier les données · modifier les données |
| Queyrac                                | 33348      | CC Médoc Atlantique         | 30,73            | 1 357 (2022)                      | 44                 | modifier les données · modifier les données |
| Saint-Christoly-Médoc                  | 33383      | CC Médoc Cœur de Presqu'île | 7,55             | 286 (2022)                        | 38                 | modifier les données · modifier les données |
| Saint-Estèphe                          | 33395      | CC Médoc Cœur de Presqu'île | 23,54            | 1 629 (2022)                      | 69                 | modifier les données · modifier les données |
| Saint-Germain-d'Esteuil                | 33412      | CC Médoc Cœur de Presqu'île | 44,71            | 1 345 (2022)                      | 30                 | modifier les données · modifier les données |
| Saint-Julien-Beychevelle               | 33423      | CC Médoc Cœur de Presqu'île | 16,30            | 621 (2022)                        | 38                 | modifier les données · modifier les données |
| Saint-Sauveur                          | 33471      | CC Médoc Cœur de Presqu'île | 21,89            | 1 262 (2022)                      | 58                 | modifier les données · modifier les données |
| Saint-Seurin-de-Cadourne               | 33476      | CC Médoc Cœur de Presqu'île | 15,77            | 701 (2022)                        | 44                 | modifier les données · modifier les données |
| Saint-Vivien-de-Médoc                  | 33490      | CC Médoc Atlantique         | 29,40            | 1 822 (2022)                      | 62                 | modifier les données · modifier les données |
| Saint-Yzans-de-Médoc                   | 33493      | CC Médoc Cœur de Presqu'île | 11,54            | 344 (2022)                        | 30                 | modifier les données · modifier les données |
| Soulac-sur-Mer                         | 33514      | CC Médoc Atlantique         | 28,89            | 3 011 (2022)                      | 104                | modifier les données · modifier les données |
| Talais                                 | 33521      | CC Médoc Atlantique         | 15,27            | 756 (2022)                        | 50                 | modifier les données · modifier les données |
| Valeyrac                               | 33538      | CC Médoc Atlantique         | 13,49            | 544 (2022)                        | 40                 | modifier les données · modifier les données |
| Vendays-Montalivet                     | 33540      | CC Médoc Atlantique         | 101,46           | 2 820 (2022)                      | 28                 | modifier les données · modifier les données |
| Vensac                                 | 33541      | CC Médoc Atlantique         | 34,00            | 1 146 (2022)                      | 34                 | modifier les données · modifier les données |
| Le Verdon-sur-Mer                      | 33544      | CC Médoc Atlantique         | 17,09            | 1 389 (2022)                      | 81                 | modifier les données · modifier les données |
| Vertheuil                              | 33545      | CC Médoc Cœur de Presqu'île | 21,94            | 1 308 (2022)                      | 60                 | modifier les données · modifier les données |
| Canton du Nord-Médoc                   | 3322       |                             | 815,41           | 42 420 (2022)                     | 52                 | modifier les données                        |

## Représentation
| Période élective | Période élective | Mandat | Mandat   | Identité            | Nuance | Nuance | Qualité |
| ---------------- | ---------------- | ------ | -------- | ------------------- | ------ | ------ | --- |
| 2015             | 2021             | 2015   | 2021     | Sonia Colemyn       |        | DVD    | Chef d'entreprise, Bégadan                                                                                          |
| 2015             | 2021             | 2015   | 2021     | Grégoire de Fournas |        | RN     | Viticulteur à Saint-Germain-d'Esteuil                                                                               |
| 2021             | 2028             | 2021   | en cours | Stéphane Le Bot     |        | PCF    | Imprimeur, conseiller municipal de Cussac-Fort-Médoc 9ème Vice-Président (agriculture, alimentation, mer et forêts) |
| 2021             | 2028             | 2021   | en cours | Michelle Saintout   |        | PS     | Maire de Saint-Estèphe                                                                                              |

### Résultats détaillés

#### Élections de mars 2015
À l'issue du 1er tour des élections départementales de 2015, deux binômes sont en ballottage : Sonia Colemyn et Grégoire de Fournas (FN, 37,86 %) et Bernard Guiraud et Michelle Saintout (Union de la Gauche, 22,61 %). Le taux de participation est de 51,2 % (15 689 votants sur 30 641 inscrits) contre 50,54 % au niveau départemental et 50,17 % au niveau national.
Au second tour, Sonia Colemyn et Grégoire De Fournas (FN) sont élus avec 50,48 % des suffrages exprimés et un taux de participation de 54,78 % (7 707 voix pour 16 786 votants et 30 641 inscrits).
Sonia Colemyn a quitté le FN pour DLF. Elle est désormais membre de LMR.

#### Élections de juin 2021
Le premier tour des élections départementales de 2021 est marqué par un très faible taux de participation (33,26 % au niveau national). Dans le canton du Nord-Médoc, ce taux de participation est de 35,59 % (11 255 votants sur 31 628 inscrits) contre 33,41 % au niveau départemental. À l'issue de ce premier tour, deux binômes sont en ballottage : Chloé Chagniat et Grégoire de Fournas (RN, 35,33 %) et Stéphane Le Bot et Michelle Saintout (Union à gauche, 24,69 %).
Le second tour des élections est marqué une nouvelle fois par une abstention massive équivalente au premier tour. Les taux de participation sont de 34,36 % au niveau national, 33,6 % dans le département et 36,73 % dans le canton du Nord-Médoc. Stéphane Le Bot et Michelle Saintout (Union à gauche) sont élus avec 52,59 % des suffrages exprimés (5 743 voix pour 11 617 votants et 31 631 inscrits),,.

## Démographie
En 2022, le canton comptait 42 420 habitants, en évolution de +4,47 % par rapport à 2016 (Gironde : +6,91 %, France hors Mayotte : +2,11 %).
| 2013   | 2018   | 2022   |
| ------ | ------ | ------ |
| 39 694 | 40 957 | 42 420 |